# 赖厄施蒂格船厂
赖厄施蒂格船厂是一家德国造船厂，坐落于汉堡Reiherstieg河之上。1706年由卢卡斯·克拉梅尔创立。
19世纪80年代，玛丽号护卫舰在此船厂铺设龙骨开始建造，此后此舰成为在汉堡为德意志帝国海军所建造的第一艘舰艇。
第一次世界大战期间，赖厄施蒂格船厂为德意志帝国海军建造了三艘U-151级潜艇，分别为U-151号、U-152号和U-153号。